# ريكاردو كالفو
ريكاردو كالفو (2 أكتوبر 1996 - ) هو لاعب كرة طائرة كوبا في مركز ممرر ‏.